# 艾于斯切爾門峰
艾于斯切爾門峰（英語：Austhjelmen Peak），是南極洲的山峰，位於毛德皇后地的朗希爾德公主海岸，處於韋斯切爾門峰以東3公里，屬於南龍達訥山脈的一部分，海拔高度1,740米，現時由南極條約體系管理。

## 外部連結
- 本条目引用的公有领域材料来自美国地质调查局的文档《艾于斯切爾門峰》 （資料來自地名信息系统）。

71°42′S 26°28′E / 71.700°S 26.467°E